# الحركة الوطنية للإنقاذ
الحركة الوطنية للإنقاذ (بالفرنسية: Mouvement patriotique du Salut)‏ هو حزب سياسي تشادي، أسس في 11 مارس 1990.

## أعضاء بارزون
- كود سباركل
- تحديث القائمة

- إدريس ديبي إتنو
- Pascal Yoadimnadji
- موسى فكي
- Djimrangar Dadnadji
- Emmanuel Nadingar
- Kalzeubet Pahimi Deubet
- يوسف صالح عباس
- Nagoum Yamassoum
- هارون كبادي
- Nassour Guelendouksia Ouaido